# Renzo Imbeni
Renzo Imbeni (Modena, 12 ottobre 1944 – Bologna, 22 febbraio 2005) è stato un politico italiano, sindaco di Bologna per dieci anni ed europarlamentare della III, IV e V legislatura.

## Biografia
Dopo la laurea in Economia e Commercio, ottenuta all'Università di Bologna, iniziò la carriera politica all'interno del Partito Comunista Italiano: dal 1972 al 1975 ricoprì l'incarico di segretario nazionale della FGCI (Federazione Giovanile Comunista Italiana) e, dal 1976 al 1983, di segretario comunale del PCI a Bologna.
Eletto per la prima volta come consigliere comunale nel 1980, dal 29 aprile 1983 al 27 febbraio 1993 fu sindaco di Bologna. Amministrò la città perseguendo l'idea di Bologna come "isola felice" nell'Italia degli anni di piombo.
Dopo la svolta della Bolognina, aderì prima al Partito Democratico della Sinistra, poi ai Democratici di Sinistra.
Dal 1989 al 2004 fu parlamentare europeo e, dal 1994, ricoprì anche l'incarico di vicepresidente vicario del Parlamento europeo stesso. Sostenne i diritti delle donne e degli omosessuali, ritenendo che la democrazia debba fondarsi sulle differenze e sulla pluralità di voci.
Morì a Bologna nel 2005 all'età di 60 anni, dopo una lunga malattia.

## Nella cultura di massa
- Viene dedicato a lui il libro Amo a te scritto nel 1993 dalla scrittrice belga Luce Irigaray.
- Viene dedicato a lui il brano "Laida Bologna" del gruppo Oi! Nabat, tratto dall'omonimo EP.[1]